# Moor-Rolofshagen
Moor-Rolofshagen was een gemeente in de Duitse deelstaat Mecklenburg-Voor-Pommeren. De gemeente lag in het noorden van de Landkreis Nordwestmecklenburg en werd bestuurd door het Amt Klützer Winkel, dat zetelde in de stad Klütz. Op 7 juni 2009 fuseerden de gemeenten Moor-Rolofshagen en Damshagen.